# Aalborg Zoo
Aalborg Zoo är ett zoo som ligger i den danska staden Ålborg. Här finns djur från hela världen, bland annat lejon, schimpanser, tukaner, giraffer, sebror, antiloper, strutsar, vårtsvin orangutanger, isbjörnar och sjölejon. Djurparken har även ett område för yngre barn där man får klappa bland annat getter. Aalborg Zoo är det näst största i hela Danmark.
Några isbjörnar flyttades till Aalborg zoo från Kolmårdens djurpark när anläggningen där de från början var blev för liten. De kunde inte behålla isbjörnarna, så de byttes senare ut mot snöleoparder.